# 長庚 (清朝同知)
長庚，滿洲镶蓝旗人，清朝官員。

## 生平
長庚於乾隆五十年（1785年）奉令接替唐鎰擔任台灣府北路理番同知。該官職品等則為正五品，專司負責北台灣台灣原住民事務與漢人開墾番地之業務。
翌年，長庚於林爽文民變過程中殉職陣亡。